# Municipio de Jennings (condado de Van Wert)
El municipio de Jennings (en inglés: Jennings Township) es un municipio ubicado en el condado de Van Wert en el estado estadounidense de Ohio. En el año 2010 tenía una población de 668 habitantes y una densidad poblacional de 9,18 personas por km².

## Geografía
El municipio de Jennings se encuentra ubicado en las coordenadas 40°45′2″N 84°25′53″O / 40.75056, -84.43139. Según la Oficina del Censo de los Estados Unidos, el municipio tiene una superficie total de 72.74 km², de la cual 72,69 km² corresponden a tierra firme y (0,07 %) 0,05 km² es agua.

## Demografía
Según el censo de 2010, había 668 personas residiendo en el municipio de Jennings. La densidad de población era de 9,18 hab./km². De los 668 habitantes, el municipio de Jennings estaba compuesto por el 99,1 % blancos, el 0,3 % eran afroamericanos, el 0,15 % eran amerindios, el 0,15 % eran de otras razas y el 0,3 % eran de una mezcla de razas. Del total de la población el 0,9 % eran hispanos o latinos de cualquier raza.